# American Council on Science and Health
L'American Council on Science and Health (ACSH) est une organisation de lobbying et de défense de l'industrie crée en 1978 par Elizabeth Whelan.
Ses publications se concentrent sur le plaidoyer pour une alimentation, une nutrition, une santé et un monde amélioré par les produits chimiques, les produits pharmaceutiques, la biologie, les biotechnologies, supposée repousser les maladies infectieuses et améliorer l'environnement.

## Histoire
L'American Council on Science and Health (ACSH) est fondé en 1978, par Elizabeth Whelan[réf. souhaitée] pour mieux faire valoir et entendre la parole des industriels dans les lieux où se forment le débat public et les politiques publiques concernant notamment la santé et l'environnement.
L'ACSH a commencé à produire ses propres déclarations de politique.
Contexte : dans les années 1970, l'image de la chimie a été dégradée par des pollutions et accidents, ainsi que par l'usage massif d'agent orange durant la guerre du Vietnam et l'époque voit naitre des mouvements écologistes en Europe et en Amérique du Nord. Ils reprochent à l'industrie de manquer de ne pas tenir compte des données scientifiques, notamment de toxicité et d'écotoxicité concernant l'environnement.
En 1981, l'ACSH décide de commencer à recevoir des fonds d'entreprise, mais pas pour des projets ou des programmes spécifiques, uniquement pour un soutien général. Au fil des ans, ses publications incluent des articles attaquant la Food and Drug Administration (FDA) des États-Unis, sur la chimiophobie, les phtalates, le DDT, la fracturation hydraulique, ou encore l'obésité, les cigarettes électroniques, les OGM, l'atrazine et le bisphénol A.
Whelan dit que sa motivation pour fonder l'American Council on Science and Health est né de recherches faites pour la société pharmaceutique Pfizer à propos d'une section de l'amendement sur les additifs alimentaires de 1958 qui visait à interdire certains additifs chimiques dans les aliments. Elle aurait alors fait des recherches plus poussées, qui lui auraient permis de découvrir que le discours public et les politiques publiques étaient chimiophobes. Elle a ensuite publié un livre, Panic in the Pantry (1976), remettant en cause l'idée, redevenue populaire dans les années 1970, que le « naturel » est meilleur et que les « produits chimiques » sont dangereux.
En 1978, avec Frederick J. Stare (fondateur du département de nutrition de Harvard), Whelan invite alors 50 autres scientifiques à « porter le message d'une science solide aux consommateurs via les médias » dans un « consortium ayant pour objectif l'éducation des consommateurs », afin de contrer la « fausse science » et la chimiophobie.
Leur premier soutien financier est venu de la Fondation Scaife et de la Fondation John M. Olin. En 2003, selon l'ACSH, près de 400 scientifiques avaient rejoint l'ACSH.
En septembre 2014, Whelan meurt.
Elle est remplacée 10 mois plus tard (en juillet 2015), par Hank Campbell, qui sera remplacé par Thom Golab en août 2019.

## Plaidoyer

### Produits chimiques et environnement
L'American Council on Science and Health (ACSH) plaide fréquemment contre « la règlementation des produits chimiques sans preuve scientifique de nocivité ».
En 1997, l'ACSH affirme que « le risque potentiel pour la santé humaine du plomb dans l'environnement reste un sujet de débat et de préoccupation » et engage donc les décideurs à poursuivre les « recherches toxicologiques et épidémiologiques ».

Sans nier les effets graves et chroniques du plomb sur la santé, l'ACSH estime qu'on a réussi à « réduire l'utilisation commerciale du plomb et contrôler sa libération dans l'environnement », faisant que le saturnisme est devenu rare et que « des traces de plomb dans les produits de consommation restent un faible risque pour la santé humaine, malgré la peur et l'incertitude qui accompagnent souvent ces préoccupations. Les efforts futurs visant à réduire l'exposition au plomb devraient viser les groupes à haut risque, notamment les personnes défavorisées sur le plan socio-économique et certains secteurs minoritaires de la population (…) ».
Un éditorial de 2009 signé par le membre du conseil d'administration Henry I. Miller dans Investor's Business Daily a par exemple critiqué l'utilisation par l'Agence américaine de protection de l'environnement (EPA) du principe de précaution pour réglementer les produits chimiques tels que le bisphénol-A, les phtalates, les retardateurs de flamme, l'herbicide atrazine et les fluorés (produits chimiques utilisés pour fabriquer du téflon), qu'il a tous décrits comme « importants » et « d'une sécurité manifeste ».
En février 2009, la loi sur l'amélioration de la sécurité des produits de consommation a imposé aux Etats-Unis la réglementation de plusieurs substances et a interdit la fabrication pour la vente, la distribution dans le commerce ou l'importation de tout jouet pour enfants ou article de puériculture contenant des concentrations supérieures à 0,1 % de di-(2-éthylhexyle) phtalate (DEHP), phtalate de dibutyle (DBP) ou phtalate de butyle et de benzyle (BBP). Cette même année 2009, Michael Kamrin, membre du conseil consultatif scientifique et politique de l'ACSH, publie une revue critique dans le Journal of Toxicology and Environmental Health, affirmant que les phtalates sont « sûrs ».
Le soutien de l'ACSH aux planifiant de type phtalates remonte à 1999, quand il a travaillé avec l'ancien chirurgien général américain Charles Everett Koop pour défendre l'ingrédient utilisé dans de nombreux plastiques souples.

### Sécurité alimentaire et nutrition
L'American Council on Science and Health (ACSH) s'est opposé à la taxation des aliments connus pour contribuer à la prise de poids comme moyen de lutter contre l'obésité, ainsi qu'à la décision de l'État de New York d'exiger que les chaînes de restaurants affichent des informations sur les calories sur leurs produits.
L'ACSH a également demandé une meilleure réglementation et des tests sur les compléments alimentaires.
En 2009, dans une interview donnée à la correspondante du Daily Show, Samantha Bee, une porte-parole de l'ACSH critique le potager bio (White House Vegetable Garden) de la famille Obama, qualifiant les Obama de « limousines biologiques libérales » ; elle estime que promouvoir les aliments bio devrait être considéré comme préoccupant pour la santé publique, car tout le monde ne peut pas se permettre d'en acheter, ajoutant que l'agriculture bio « conduirait à la famine » et que Michelle Obama « devrait utiliser des pesticides dans son jardin ».

### Maladies et produits pharmaceutiques
L'ACSH a critiqué la loi sur l'éducation et la sensibilisation au cancer du sein, de la représentante Debbie Wasserman Schultz, qui encourage l'apprentissage des jeunes, car elle se concentrait sur des méthodes de détection qui sont, selon ACSH, « non scientifiquement étayées et détournant l'attention de mesures plus efficaces ».
Le groupe s'est efforcé de « clarifier » les messages qu'il prétend être « peu clairs » et de dissiper les « mythes » entourant l'épidémie de grippe porcine en 2009.
En 2008, l'ACSH applaudi l'Académie américaine de pédiatrie pour avoir exigé qu'un épisode d'Eli Stone porte une clause de non-responsabilité puisque l'émission représentait un jury accordant des dommages-intérêts sur la base de l'affirmation selon laquelle un vaccin causait l'autisme. L'ACSH critique depuis longtemps les groupes voyant à tort un lien entre autisme et vaccination,.
En 2001, à la suite des attentats du 11 septembre contre le World Trade Center, l'ACSH s'oppose à la nomination d'un fonctionnaire fédéral pour superviser et administrer l'aide aux personnes blessées lors des attentats et pour les sauvetages ultérieurs ; estimant qu'une telle décision « créerait une autre couche de bureaucratie entre les victimes et l'aide ».
L'ACSH critique aussi les secouristes qui ont tenté de « recevoir frauduleusement une compensation financière alors qu'ils n'ont pas été blessés ».

### Liens avec l'industrie du tabac
En 2008, le directeur associé de l'époque, Jeff Stier, aborde les effets négatifs à long terme du tabagisme en utilisant l'exemple de Barack Obama lors de sa campagne de 2008. Il s'est opposé à une loi de l'État de New York qui interdisait certains types de tabac sans fumée car, selon lui, cela rendrait « plus difficile pour les fumeurs adultes d'arrêter de fumer ».
L'ACSH a également critiqué les employés d'Apple Inc. qui refusaient d'entrer dans les maisons où des fumeurs avaient eu lieu pour effectuer des réparations techniques par souci de fumée secondaire. L'ACSH ne soutient pas les efforts du gouvernement visant à interdire la vente de cigarettes électroniques.
En 1980, le cofondateur de l'ACSH, Frederick J. Stare, alors président du conseil d'administration de l'ACSH demande un financement au géant américain du tabac Philip Morris USA pour les activités de l'ACSH. Il a déclaré à ce propos qu'il pensait que soutenir financièrement l'ACSH serait à l'avantage de Phillip Morris,.

## Financeurs
La Fondation Scaife et la Fondation John M. Olin ont fourni le premier soutien financier de l'ACSH dans les années 1970.
Dans son discours à l'occasion du 25e anniversaire de l'ACSH, Whelan note que leurs détracteurs tels que Phil Donahue et Barbara Walters les accusent d'être un « substitut » de l'industrie pétrochimique et un complice (« shill ») de l'industrie alimentaire. Pour apaiser ses détracteurs, l'ACSH a affirmé qu'elle n'avait accepté le financement de fondations privées que durant deux ans. Mais les médias continuent d'indiquer que l'ACSH est soutenue par l'industrie. Le conseil d'administration décide alors d'une nouvelle politique de collecte de fonds où « environ 40 % du [financement] de l'ACSH proviendra de fondations privées, environ 40 % de sociétés privées et le reste de la vente des publications de l'ACSH ».
En 2005, l'ACSH a reçu 90 000 $ d'ExxonMobil, et Whelan a déclaré à John Tierney du New York Times en 2007 : « l'ACSH a une base de financement diversifiée - nous recevons des dons de fondations privées et de particuliers et des subventions illimitées (généralement très petites) de sociétés. Le segment de notre base de financement qui connaît la croissance la plus rapide est celui des consommateurs individuels qui en ont assez des alertes presque quotidiennes sans fondement - et ils nous font des chèques pour nous aider à soutenir notre travail ».
Cinq ans plus tard (2010), Whelan a déclaré au New Yorker qu'environ un tiers des deux millions de dollars du budget annuel de l'organisation provenait de l'industrie.
En 2013, la divulgation de documents financiers internes prouve que 58 % des dons de l'ACSH au cours de la période du 1er juillet 2012 au 20 décembre 2012 provenaient en réalité d'entreprises et de grandes fondations privées, dont beaucoup étaient elles-mêmes liées à des industries. Les donateurs comprenaient Chevron, Coca-Cola, Bristol-Myers Squibb, Dr Pepper Snapple Group, Bayer Cropscience, Procter & Gamble, Syngenta, 3M, McDonald's et Altria.
En outre, les documents ont révélé que l'organisation avait à de nombreuses reprises directement sollicité des dons auprès de sources de l'industrie sur la base de rapports projetés sur les questions spécifiques dans lesquelles ces entreprises et organisations de l'industrie avaient un intérêt.

## Influenceur pour l'industrie
L'ACSH est désormais connue pour être un groupe pro-industrie et est régulièrement critiquée pour des avis et positions biaisées en faveur de l'industrie. En réponse, l'ACSH affirme que « la science et la médecine fondées sur des preuves, les conseils de santé sensés, le progrès technologique et la liberté des consommateurs doivent être protégés contre les assauts incessants de groupes d'activistes non scientifiques (unscientific activist groups) ».
En 1979, le directeur de l'information de la FDA a déclaré : « Whelan ne fait que des approbations générales des additifs alimentaires. Son organisation est une imposture, une façade de l'industrie ».
En 1980, Frederick J. Stare, cofondateur de l'ACSH et alors son président du conseil d'administration demandé un financement Philip Morris USA.
Au début des années 1990, l'ACSH a décidé de ne plus rendre compte de son financement.
Son rapport de 1991 montre que de nombreuses sociétés ont versé des fonds.
En 1982, le Centre pour la science dans l'intérêt public (CSPI), un groupe de défense des consommateurs, a publié un rapport sur les pratiques de l'ACSH qui déclarait : « L'ACSH semble arriver à des conclusions avant de mener des études. Par le vaudou ou l'alchimie, les corpus de connaissances scientifiques sont transformés en déclarations de position axées sur l'industrie ». Selon le directeur du CSPI, Michael F. Jacobson : « Cette organisation (l'ACSH) favorise la confusion parmi les consommateurs sur ce qui est sûr et ce qui ne l'est pas. . . . L'ACSH utilise un vernis scientifique astucieux pour obscurcir et nier des vérités avec lesquelles pratiquement tout le monde est d'accord ».
Dans une note de service interne signée en 1992 par Whelan et divulguée par Consumer Reports, Whelan demande à son personnel de demander à McNeil Specialty 10 000 $ pour un livre blanc sur les édulcorants, et elle révèle que son personnel chercherait « plus d'argent au CCC [Calorie Control Council]… pour aider à sortir un nouveau livret sur les édulcorants ».
McNeil Specialty Products (maintenant McNeil Nutritionals ) détient les droits de commercialisation aux États-Unis de Splenda, le nom de marque de l'édulcorant artificiel sucralose ; le Calorie Control Council est une association commerciale de l'industrie pour les producteurs d'édulcorants artificiels, de substituts de matières grasses et d'aliments hypocaloriques. La même note interne demande aux membres du personnel d'accorder une « attention particulière » à « M. McDermott de Searle à propos de l'argent de la viande ».
Un critique notable de l'ACSH était Ralph Nader selon qui « l'ACSH est une organisation de façade des consommateurs pour ses bailleurs de fonds. Elle s'est emparée du langage et du style des organisations de consommateurs existantes, mais son véritable but, pourrait-on dire, est de ganter la main qui la nourrit ».
Le spécialiste de l'environnement Haydn Washington et le scientifique cognitif John Cook ont décrit l'ACSH dans Climate Change Denial: Heads in the Sand comme une organisation d'escroquerie verte, c'est-à-dire comme l'un des nombreux groupes qui sont formés pour « se faire passer pour des groupes préoccupés par l'environnement, mais qui travaillent en fait contre les intérêts implicites en leurs noms ».
En 2017, 26 groupes de santé, environnementaux, syndicaux et d'intérêt public ont envoyé une lettre à USA Today, leur demandant de « s'abstenir de publier d'autres articles rédigés par des membres de l'American Council on Science and Health, ou à tout le moins d'exiger que les individus identifier avec précision l'organisation comme un groupe de défense financé par l'entreprise ».

## Controverse Gilbert Ross
Il se trouve qu'avant d'être embauché par l'ACSH, Gilbert Ross (ancien directeur médical de l'ACSH), a purgé une peine dans une prison fédérale, et s'est vu retirer sa licence médicale pour fraude au Medicaid.
Quand, en 2005, l'inconduite de Ross a été rendue publique, l'ACSH a répondu en déclarant sur son site Web que Ross avait des remords pour le rôle qu'il avait joué dans l'escroquerie, que cela s'était produit pendant une période de difficultés personnelles et financières, et qu'il avait cessé l'escroquerie frauduleuse clinique après sept semaines d'emploi. Sa licence médicale a été rétablie en 2001. ACSH identifie Ross comme conseiller émérite.